# الجزائر في الألعاب الأولمبية الشتوية 2006
شاركت الجزائر في الألعاب الأولمبيّة الشتوية 2006 في تورينو، إيطاليا في الفترة من 10 إلى 26 فبراير 2006. وكانت الدولة قد شاركت في الألعاب الأولمبية الشتوية مرة واحدة فقط في عام 1992. وكان الوفد يتألف من اثنين من الرياضيين، كريستيل لورا دويبي في التزلج على المنحدرات الثلجية.  ونور الدين  بن تومي في التزلج الريفي.  كان احتلال دويبي للمركز 40 في سباق التزحلق للسيدات أفضل إنجاز للجزائر في هذه الألعاب الأولمبية

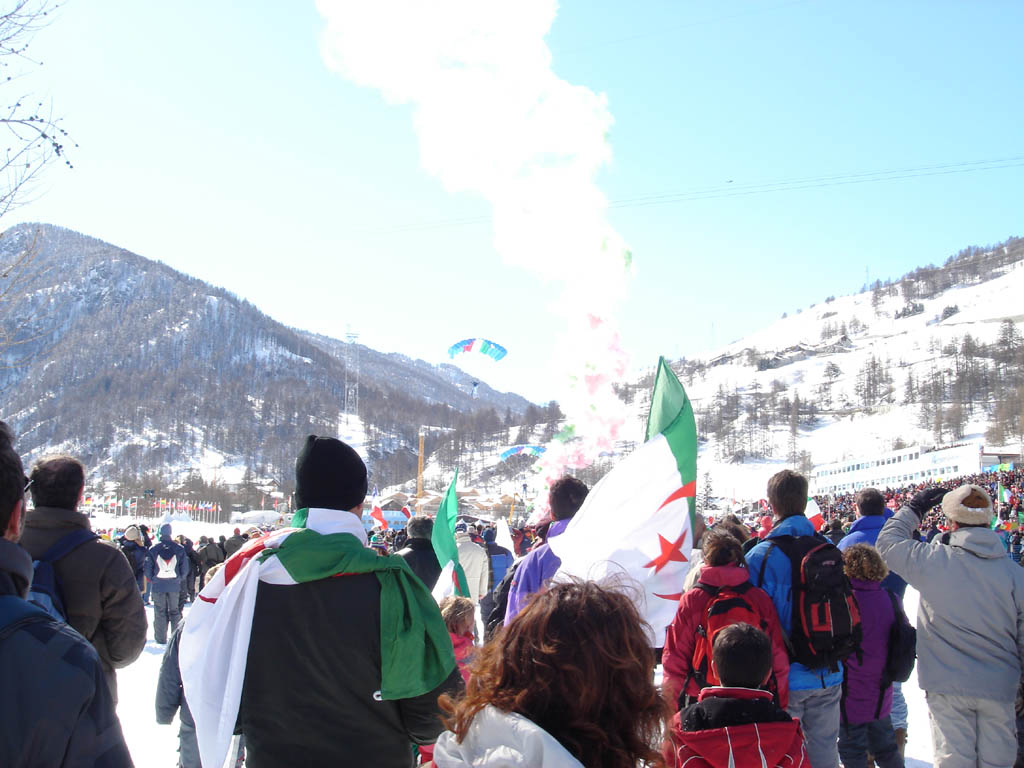
أنصار الجزائري في الألعاب الأولمبية 2006.